# Kozodawki
Kozodawki – część wsi Kozodawy w Polsce położona w województwie lubelskim, w powiecie hrubieszowskim, w gminie Hrubieszów.